# The Vagabond (film, 1914)
The Vagabond est un film muet américain réalisé par Frank Lloyd et sorti en 1914.

## Synopsis
Charles Ross, un vagabond des rues, va connaitre des hauts et des bas avant de retrouver sa famille.

## Fiche technique
- Titre : The Vagabond
- Réalisation : Frank Lloyd
- Scénario : Ruth Ann Baldwin
- Production : Rex Motion Picture Company
- Distribution : Universal Film Manufacturing Company
- Genre : Film dramatique
- Dates de sortie : 
  - États-Unis : 1er novembre 1914

## Distribution
- Herbert Rawlinson : Charles Ross/Tom
- Beatrice Van : Anna
- Frank Lloyd
- William Worthington : le père
- Helen Wright : la mère